# حملة واترلو
اندلعت حملة واترلو (بالفرنسية: Campagne de Belgique)‏ (15 يونيو - 8 يوليو 1815) بين جيش الشمال الفرنسي وجيشي التحالف السابع، جيش التحالف الإنجليزي والجيش البروسي. قاد نابليون بونابرت الجيش الفرنسي في البداية، لكنه غادر إلى باريس بعد الهزيمة الفرنسية في معركة واترلو. تسلّم القيادة من بعده المارشالان سول وغروشي، ثم حل مكانهما المارشال دافو الذي تولى القيادة بناءً على طلب الحكومة الفرنسية المؤقتة. كان جيش التحالف الإنجليزي بقيادة دوق ويلينغتون والجيش البروسي بقيادة الأمير بلوخر.
اندلعت الحرب بين فرنسا والتحالف السابع عندما رفضت القوى الأوروبية العظمى الأخرى الاعتراف بنابليون إمبراطورًا على الفرنسيين عقب عودته من المنفى في جزيرة إلبا، وأعلنت الحرب عليه -وليس على فرنسا- إذ كانت ما تزال تعترف بلويس الثامن عشر ملك فرنسا في حين تعتبر نابليون مغتصبًا. قرر نابليون مهاجمة أعدائه -بدلًا من انتظار التحالف غزو فرنسا- آملًا أن يهزمهم بالتتابع قبل أن يتمكنوا من شن غزوهم المشترك والمنسق. واختار شن هجومه الأول ضد جيشي التحالف المعسكرين في بلجيكا حاليًا، كانت آنذاك جزءًا من مملكة الأراضي المنخفضة المتحدة المشكلة حديثًا، ولكن حتى العام السابق كانت جزءًا من الإمبراطورية الفرنسية الأولى.
بدأت الأعمال القتالية في 15 يونيو عندما اخترق الفرنسيون المواقع البروسية وعبروا نهر سامبر في شارلوروا وتمركزت قواتهم بين مناطق تجمع جيش ويلينغتون (إلى الغرب) وجيش بلوخر إلى الشرق. في 16 يونيو، انتصر الفرنسيون، إذ قاد المارشال نيي الجناح الأيسر للجيش الفرنسي واحتجز قوات ويلينغتون في معركة كاتر برا، في حين هزم نابليون بلوخر في معركة ليغني. في 17 يونيو، ترك نابليون غروشي مع الجناح الأيمن للجيش الفرنسي لمطاردة البروسيين بينما تولى قيادة القوات الاحتياطية والجناح الأيسر للجيش لمطاردة ويلينغتون باتجاه بروكسل.
في ليلة 17 يونيو، التف جيش التحالف الإنجليزي واستعد للقتال على جرف منخفض، على بعد نحو ميل واحد (1.6 كم) جنوب قرية واترلو. في اليوم التالي، أثبتت معركة واترلو أنها المعركة الحاسمة في الحملة. ظل جيش التحالف الإنجليزي صامدًا في وجه الهجمات الفرنسية المتكررة، ولم يتمكن من هزيمة الجيش الفرنسي حتى وصل عدد من الفيالق البروسية إلى الجانب الشرقي من ساحة المعركة في وقت مبكر من المساء. اشتبك غروشي في الجناح الأيمن للجيش مع ساقة الجيش البروسي في معركة وافر المتزامنة، ومع أنه أحرز نصرًا تكتيكيًا، كان فشله في منع البروسيين من الزحف إلى واترلو مساهمًا في هزيمة الفرنسيين في واترلو. في اليوم التالي (19 يونيو) غادر وافر وبدأ انسحابه إلى باريس.
بعد الهزيمة في واترلو، اختار نابليون عدم البقاء مع الجيش ومحاولة حشده، بل عاد إلى باريس في محاولة منه تأمين الدعم السياسي لاستكمال القتال. لكنه فشل في الحصول على مبتغاه، واضطر إلى التنازل عن العرش في 22 يونيو. بعد يومين، تولت الحكومة المؤقتة السياسة الفرنسية. في هذه الأثناء، طارد جيشا التحالف الجيش الفرنسي إلى بوابات باريس بحميّة؛ التف الفرنسيون في بعض الأحيان واشتبكوا مع المطاردين لتأخير تقدمهم ما نتج عن ذلك مقتل آلاف الرجال.
في البداية كانت فلول الجناح الأيسر للجيش الفرنسي والقوات الاحتياطية التي هُزمت في واترلو بقيادة المارشال سولت بينما كان غروشي يتولى قيادة الجناح الأيمن. ولكن، في 25 يونيو، أعفت الحكومة المؤقتة سولت من القيادة وحل محله غروشي الذي كان بدوره تحت قيادة لويس نيكولا دافوت.
عندما أدركت الحكومة الفرنسية المؤقتة أن الجيش الفرنسي بقيادة المارشال دافوت لم يعد قادرًا على الدفاع عن باريس، فوضت المندوبين بقبول شروط الاستسلام التي أدت إلى اتفاقية سان كلو (استسلام باريس) وبذلك أُنهيت أعمال القتال بين فرنسا وجيشي بلوخر وويلينغتون.
دخل جيشا التحالف باريس في 7 يوليو. وفي اليوم التالي، أعيد لويس الثامن عشر إلى عرش فرنسا، وبعد أسبوع في 15 يوليو، استسلم نابليون للكابتن فريدريك لويس ميتلاند وصعد على متن سفينة إتش إم إس بيليروفون. نُفي نابليون إلى جزيرة سانت هيلينا حيث توفي في مايو 1821.
بموجب شروط معاهدة السلام في نوفمبر 1815، بقيت قوات التحالف في شمال فرنسا كجيش احتلال تحت قيادة دوق ويلينغتون.

## تمهيد
عاد نابليون من منفاه في جزيرة إلبا في 1 مارس 1815، ثم فرّ الملك لويس الثامن عشر من باريس في 19 مارس، فدخل نابليون باريس في اليوم التالي. في هذه الأثناء، على النقيض من الاعتراف به إمبراطورًا للفرنسيين، أعلنت القوى العظمى في أوروبا (النمسا وبريطانيا العظمى وبروسيا وروسيا) وحلفاؤها الذين اجتمعوا في مؤتمر فيينا أن نابليون خارج عن القانون، وبتوقيع هذا الإعلان في 13 مارس 1815، بدأت حرب التحالف السابع. أُحبطت آمال نابليون بالسلام الذي كان يحلم به، ولا مناص من الحرب بعد الآن.
تم التصديق على معاهدة أخرى (معاهدة التحالف ضد نابليون) في 25 مارس ووافقت فيها كل من القوى الأوروبية العظمى على إرسال 150 ألف رجل للصراع القادم. لم يكن هذا الرقم ضمن إمكانيات بريطانيا العظمى، إذ كان جيشها الدائم أصغر من أقرانها الثلاثة. إضافة إلى ذلك، كانت قواتها موزعة في جميع أنحاء العالم، وما تزال العديد من الوحدات في كندا حيث توقفت حرب 1812 حديثًا. على هذا الأساس عوّضت نقصها في العدد بدفع إعانات للقوى الأخرى والدول الأخرى في أوروبا التي من شأنها المساهمة بوحدات عسكرية.
بعد مرور بعض الوقت على شروع الحلفاء في حشد قواتهم، اتفقوا على أن يبدأ غزو فرنسا المخطط له في 1 يوليو 1815، وهو توقيت أبعد مما رغب فيه كل من بلوخر وويلينغتون إذ كان جيشاهما كلاهما جاهزين في يونيو قبل أن يستعد النمساويون والروس؛ كان الروس ما يزالون بعيدين بعض الشيء. أتاح تأجيل موعد الغزو لجميع جيوش التحالف الغازية فرصة أن تكون مستعدة في الوقت نفسه، وعلى هذا تمكنوا من نشر قواتهم المتفوقة عدديًا -وهي مجتمعة- ضد قوات نابليون الأصغر والأقل انتشارًا، وضمنوا بذلك هزيمته وقلّصوا احتمال هزيمتهم داخل حدود فرنسا. إلا أن تأجيل موعد الغزو أتاح لنابليون أيضًا المزيد من الوقت لتعزيز قواته ودفاعاته، ما سيجعل هزيمته أصعب وأكثر تكلفة في الأرواح والوقت والمال.
كان على نابليون أن يقرر الآن هل سيخوض حملة دفاعية أم هجومية. إذ يتطلب الدفاع إعادة حملة عام 1814 في فرنسا ولكن بتسخير أعداد أكبر بكثير من القوات تحت تصرفه، وتحصين المدينتين الرئيسيتين في فرنسا، باريس وليون، وحمايتهما بجيشين فرنسيين عظيمين، الأكبر قبالة باريس والأصغر قبالة ليون. بالإضافة إلى تعزيز الرماة القناصة ليُذيقوا جيوش التحالف طعم حرب العصابات.